# Mellanvikt i fristil i brottning vid olympiska sommarspelen 1996
Herrarnas brottningsturnering i fristil i viktklassen mellanvikt vid olympiska sommarspelen 1996 avgjordes i Atlanta i Georgia World Congress Center. 

## Medaljörer
| Klass      | Guld                              | Silver                  | Brons                   |
| Mellanvikt | Khadzhimurad Magomedov · Ryssland | Yang Hyun-Mo · Sydkorea | Amir Reza Khadem · Iran |

## Resultat
Guld- och silvermedaljörerna korades genom en klassisk turnering där vinnaren i finalen erhöll guld, och förloraren silver. Förlorarna från omgång ett fram till semifinalen fick återkvala och vinnaren fick till slut brons.
- TO — Vinst genom fall
- PA — Vinst genom att motståndaren skadats

### Huvudtabell

#### Runda 1
| Brottare 1              | Poäng  | Brottare 2                   |
| ----------------------- | ------ | ---------------------------- |
| Hidekazu Yokoyama (JPN) | TO     | Nicolae Ghiţă (ROU)          |
| Orlando Rosa (PUR)      | 1 - 3  | Sergey Gubrynyuk (UKR)       |
| Aleksandr Savko (BLR)   | 2 - 3  | Les Gutches (USA)            |
| Elmadi Jabrailov (KAZ)  | 4 - 1  | Mogamed Ibragimov (AZE)      |
| Lucman Jabrailov (MDA)  | 10 - 0 | Cris Brown (AUS)             |
| Plamen Penev (BUL)      | 1 - 3  | Ariel Ramos (CUB)            |
| Alioune Diouf (SEN)     | 0 - 3  | Khadzhimurad Magomedov (RUS) |
| Amir Reza Khadem (IRI)  | 3 - 0  | Avtandil Gogolishvili (GEO)  |
| Sabahattin Öztürk (TUR) | 2 - 3  | Ruslan Khinchagov (UZB)      |
| László Dvorák (HUN)     | 6 - 2  | Luis Varela (VEN)            |
| Yang Hyun-Mo (KOR)      |        | Bye                          |

#### Åttondelsfinaler
| Brottare 1             | Poäng  | Brottare 2                   |
| ---------------------- | ------ | ---------------------------- |
| Yang Hyun-Mo (KOR)     | 4 - 2  | Hidekazu Yokoyama (JPN)      |
| Sergey Gubrynyuk (UKR) | 0 - 4  | Les Gutches (USA)            |
| Elmadi Jabrailov (KAZ) | 10 - 8 | Lucman Jabrailov (MDA)       |
| Ariel Ramos (CUB)      | 4 - 7  | Khadzhimurad Magomedov (RUS) |
| Amir Reza Khadem (IRI) | 1 - 0  | Ruslan Khinchagov (UZB)      |
| László Dvorák (HUN)    |        | Bye                          |

#### Kvartsfinaler
| Brottare 1                   | Poäng | Brottare 2             |
| ---------------------------- | ----- | ---------------------- |
| László Dvorák (HUN)          | 0 - 2 | Yang Hyun-Mo (KOR)     |
| Les Gutches (USA)            | 1 - 2 | Elmadi Jabrailov (KAZ) |
| Khadzhimurad Magomedov (RUS) |       | Bye                    |
| Amir Reza Khadem (IRI)       |       | Bye                    |

#### Semifinaler
| Brottare 1                   | Poäng | Brottare 2             |
| ---------------------------- | ----- | ---------------------- |
| Yang Hyun-Mo (KOR)           | 3 - 2 | Elmadi Jabrailov (KAZ) |
| Khadzhimurad Magomedov (RUS) | 4 - 0 | Amir Reza Khadem (IRI) |

#### Final
| Brottare 1         | Poäng | Brottare 2                   |
| ------------------ | ----- | ---------------------------- |
| Yang Hyun-Mo (KOR) | 1 - 2 | Khadzhimurad Magomedov (RUS) |

### Återkval

#### Omgång 2
| Brottare 1              | Poäng | Brottare 2                  |
| ----------------------- | ----- | --------------------------- |
| Nicolae Ghiţă (ROU)     | 4 - 3 | Orlando Rosa (PUR)          |
| Aleksandr Savko (BLR)   | 0 - 5 | Mogamed Ibragimov (AZE)     |
| Cris Brown (AUS)        | 2 - 8 | Plamen Penev (BUL)          |
| Alioune Diouf (SEN)     | 2 - 6 | Avtandil Gogolishvili (GEO) |
| Sabahattin Öztürk (TUR) | 5 - 2 | Luis Varela (VEN)           |

#### Omgång 3
| Brottare 1              | Poäng | Brottare 2                  |
| ----------------------- | ----- | --------------------------- |
| Nicolae Ghiţă (ROU)     | 3 - 5 | Mogamed Ibragimov (AZE)     |
| Plamen Penev (BUL)      | 1 - 4 | Avtandil Gogolishvili (GEO) |
| Sabahattin Öztürk (TUR) | 7 - 1 | Hidekazu Yokoyama (JPN)     |
| Sergey Gubrynyuk (UKR)  | 0 - 3 | Lucman Jabrailov (MDA)      |
| Ariel Ramos (CUB)       | 3 - 2 | Ruslan Khinchagov (UZB)     |

#### Omgång 4
| Brottare 1              | Poäng | Brottare 2                  |
| ----------------------- | ----- | --------------------------- |
| Mogamed Ibragimov (AZE) | 6 - 4 | Avtandil Gogolishvili (GEO) |
| Sabahattin Öztürk (TUR) | 5 - 1 | Lucman Jabrailov (MDA)      |
| Ariel Ramos (CUB)       | 3 - 1 | László Dvorák (HUN)         |
| Les Gutches (USA)       |       | Bye                         |

#### Omgång 5
| Brottare 1              | Poäng | Brottare 2              |
| ----------------------- | ----- | ----------------------- |
| Les Gutches (USA)       | 2 - 3 | Mogamed Ibragimov (AZE) |
| Sabahattin Öztürk (TUR) | 5 - 4 | Ariel Ramos (CUB)       |

#### Omgång 6
| Brottare 1              | Poäng | Brottare 2              |
| ----------------------- | ----- | ----------------------- |
| Elmadi Jabrailov (KAZ)  | PA    | Sabahattin Öztürk (TUR) |
| Mogamed Ibragimov (AZE) | 0 - 3 | Amir Reza Khadem (IRI)  |

#### Bronsmatch
| Brottare 1              | Poäng | Brottare 2             |
| ----------------------- | ----- | ---------------------- |
| Sabahattin Öztürk (TUR) | 0 - 0 | Amir Reza Khadem (IRI) |